# L’esprit de l’escalier
L’esprit de l’escalier (wym. /lɛˈspʁi də lɛskaˈlje/, alt. esprit d’escalier, z fr., myśl, pomysł, dowcip na schodach) – doświadczenie, kiedy niezwykle błyskotliwa riposta (odpowiedź na inteligentne, śmieszne czy obraźliwe uwagi lub komentarze) przychodzi danej osobie do głowy zbyt późno ("na schodach", po wyjściu z miejsca dyskusji), wtedy, gdy jest już bezużyteczna, co zazwyczaj łączy się z uczuciem zawodu.